# فليباغ
فيليباغ هو مسلسل تلفزيوني كوميدي درامي بريطاني من تأليف وكتابة فيبي والر بريدج، التي تلعب دور البطولة أيضًا. يستند المسلسل إلى عرضها المنفرد الذي عُرض لأوّل مرة في عام 2013. أنتجت شركة تو براذرز بيكتشرز المسلسل في بادئ الأمر، قبل أن تشارك قناة بي بي سي ثري التلفزيونية في إنتاجه بالتعاون مع استوديوهات أمازون. تلعب والر بريدج دور فليباغ؛ الشابة الغاضبة والمرتبكة والشرهة جنسيًا التي تعيش في لندن.
يشارك في بطولة المسلسل كل من شان كليفورد وأوليفيا كولمان. ينضمّ أندرو سكوت إلى طاقم الممثلين في الجزء الثاني من المسلسل. تكسر فليباغ الجدار الرابع خلال المسلسل في الكثير من الأحيان، وذلك بهدف عرض بعض التوضيحات أو المونولوجات الداخلية، أو التعقيب المستمر الموجّه للجمهور طيلة الحلقة.
بدأ العرض الأول للبرنامج في 21 يوليو من عام 2016، واختُتم الجزء الثاني والأخير منه في 8 أبريل من عام 2019. حظي فليباغ باستحسان واسع النطاق من قبل النقّاد الذين ركّزوا على الكتابة، والتمثيل، وتفرّد الشخصية الأساسية وخصالها. فازت والر بريدج بجائزة لأكاديمية البريطانية لفنون السينما والتلفزيون لأفضل أداء ممثلة كوميدية عن الجزء الأول في عام 2017. ترشّح الجزء الثاني لـ11 جائزة ضمن جوائز إيمي برايم تايم، إذ فاز بستٍّ منها. فازت والر بريدج بجائزة أفضل مسلسل كوميدي، وجائزة أداء متميز من قبل ممثلة في مسلسل كوميدي، وجائزة أفضل كتابة لمسلسل كوميدي، بينما ترشّح كلّ من كليفورد وكولمان وضيوف الشرف فيونا شو وكريستين سكوت توماس لبعض الجوائز التمثيلية الأخرى. فاز المسلسل بجائزة غولدن غلوب لأفضل مسلسل - موسيقي أو كوميدي، بالإضافة إلى جائزة أفضل غولدن غلوب لأفضل ممثلة - مسلسل تلفزيوني موسيقي أو كوميدي، بينما ترّشح أندرو سكوت لجائزة لكنّه لم يفز بها.

## خلفية
اقتُبس المسلسل من مسرحية فردية لوالر بريدج، عُرضت في مهرجان «فرنج» الدولي بإدنبرة في عام 2013 وحملت الاسم ذاته؛ فازت المسرحية بجائزة فرينج بيست. استوحت والر بريدج الفكرة الأولية لشخصية فليباغ بعد أن تحدّاها أحد أصدقائها، الذي كلّفها بمهمة لرسم اسكتش لقسم مؤلّف من 10 دقائق ضمن عرض ليلي لرواية القصص.

## طاقم الممثلين والشخصيات
- فيبي والر بريدج بدور فليباغ، امرأة شابة تعيش في لندن.
- شان كليفورد بدور كلير (Claire)، شقيقة فليباغ.
- أوليفيا كولمان بدور عرابة فليباغ وكلير، والتي تربطها علاقة عاطفية مع والدهما.
- بيل باترسون بدور والد فليباغ.
- بريت غيلمان بدور مارتن، زوج كلير الأمريكي.
- هيو سكينر بدور هاري، الحبيب السابق لفليباغ.
- هيو دينيس بدور مدير البنك، الذي تلجأ إليه فليباغ للحصول على قرض.
- بين آلدريدغ بدور فتى وغد، أحد عشيقي فليباغ.
- جايمي ديميتريو بدور «القارض» الذي تلتقيه فليباغ في الحافلة، وأحد عشيقي فليباغ (في الموسم الأول).
- جيني راينزفورد بدور بو، صديقة فليباغ المقرّبة وشريكتها في العمل المتوفّاة.
- أندرو سكوت بدور الكاهن، الذي تقع فليباغ في غرامه (الموسم الثاني).
- فيونا شو بدور مستشارة فليباغ (الموسم الثاني).
- كرستين سكوت توماس بدور ليليندا، سيّدة الأعمال الناجحة التي تلتقي فليباغ في حفل توزيع جوائز من تقديم كلير (الموسم الثاني).
- راي فيرسون بدور كاره النساء المثير، الذي يصبح محامي فليباغ وأحد عشيقيها (الموسم الثاني).
- أنجوس إيمري بدور جايك، ابن مارتن المراهق، وابن زوج كلير غريب الأطوار.
- كريستيان هيلبورغ بدور كلير (Klare)، وهو شريك كلير (Claire) الفنلندي في العمل وأحد عشيقيها (الموسم الثاني).
- جو مارتن بدور بام، التي تعمل في كنيسة الكاهن (الموسم الثاني).

## روابط خارجية
- فليباغ على موقع IMDb (الإنجليزية)
- فليباغ على موقع ميتاكريتيك (الإنجليزية)
- فليباغ على موقع روتن توميتوز (الإنجليزية)
- فليباغ على موقع فيلمافينيتي (الإسبانية)
- فليباغ على موقع كينوبويسك (الروسية)
- فليباغ على موقع ألو سيني (الفرنسية)
- فليباغ على موقع قاعدة بيانات الفيلم (الإنجليزية)